# Amanlis
Amanlis település Franciaországban, Ille-et-Vilaine megyében. Lakosainak száma 1765 fő (2022. január 1.). Amanlis Corps-Nuds, Janzé, Nouvoitou, Piré-Chancé és Châteaugiron községekkel határos.

## Népesség
A település népességének változása:
| Lakosok száma | 1376 | 1337 | 1344 | 1552 | 1616 | 1688 | 1719 | 1759 | 1759 | 1765 |
|               | 1968 | 1982 | 1990 | 2006 | 2013 | 2015 | 2017 | 2019 | 2020 | 2022 |